# Liste der Nummer-eins-Hits in Frankreich (2004)
Diese Liste enthält alle Nummer-eins-Hits in Frankreich im Jahr 2004. Es gab in diesem Jahr 18 Nummer-eins-Singles und 23 Nummer-eins-Alben.

## Singles
| ← 2003 ← | Liste der Nummer-eins-Hits in Frankreich | Liste der Nummer-eins-Hits in Frankreich | Liste der Nummer-eins-Hits in Frankreich | 2005 →                    |
| \| Zeitraum \| Wo. ges. \| Interpret \| Titel Autor(en) \| Zusätzliche Informationen \| \| (Zeitraum, Wochen auf Platz eins, Interpret, Titel, Autor[en], zusätzliche Informationen) \| \| \| \| \| \| ----------------------------------------------------------------------------------------- \| -------- \| ---------------------------------- \| ---------------------------------------------------------------------------------------------------------------------------------------------------------------------------------- \| ------------------------- \| \| 5. Dezember 2003 – 6. Januar 2004 5 Wochen \| 5 \| Star Academy 3 \| L’orange Pierre Delanoë, Gilbert Bécaud \| – \| \| 16. Januar 2004 – 22. Januar 2004 1 Woche \| 1 \| The Black Eyed Peas \| Shut Up Jaime Luis Gomez, William Adams, George Pajon \| – \| \| 23. Januar 2004 – 11. März 2004 7 Wochen (insgesamt 9) \| 9 \| Kareen Antonn & Bonnie Tyler \| Si demain … (Turn Around) James Richard Steinman \| – \| \| 12. März 2004 – 18. März 2004 1 Woche \| 1 \| J-five feat. Charlie Chaplin \| Modern Times Marcel Bertal, Léo Daniderff, David N. Godsend, Jonathan Kovacs, Louis Maubon, Mel Richardson \| – \| \| 19. März 2004 – 1. April 2004 2 Wochen (insgesamt 9) \| 9 \| Kareen Antonn & Bonnie Tyler \| Si demain … (Turn Around) James Richard Steinman \| – \| \| 2. April 2004 – 8. April 2004 1 Woche (insgesamt 4) \| 4 \| Usher feat. Ludacris & Lil Jon \| Yeah! James Elbert Phillips, LaMarquis Jefferson, Jonathan H. Smith, Patrick Michael Smith, Christopher Brian Bridges, Sean Garrett \| – \| \| 9. April 2004 – 15. April 2004 1 Woche (insgesamt 2) \| 2 \| O-Zone \| Dragostea din tei Dan Mihai Bălan \| – \| \| 16. April 2004 – 6. Mai 2004 3 Wochen (insgesamt 4) \| 4 \| Usher feat. Ludacris & Lil Jon \| Yeah! James Elbert Phillips, LaMarquis Jefferson, Jonathan H. Smith, Patrick Michael Smith, Christopher Brian Bridges, Sean Garrett \| – \| \| 7. Mai 2004 – 13. Mai 2004 1 Woche \| 1 \| Royal Gigolos \| California Dreamin’ John E. A. Phillips, Michelle Gilliam Phillips \| – \| \| 14. Mai 2004 – 20. Mai 2004 1 Woche (insgesamt 3) \| 3 \| Mario Winans feat. Enya & P. Diddy \| I Don’t Wanna Know Michael Carlos Jones, Chauncey Lamont Hawkins, Erick S. Sermon, Parrish Joseff Smith, Nicky Ryan, Roma Shane Ryan, Mario Winans, Eithne Pádraigín Ní Bhraonáin \| – \| \| 21. Mai 2004 – 27. Mai 2004 1 Woche \| 1 \| Steeve Estatof \| Garde-moi Julien Tournel, D. Victory \| – \| \| 28. Mai 2004 – 10. Juni 2004 2 Wochen (insgesamt 3) \| 3 \| Mario Winans feat. Enya & P. Diddy \| I Don’t Wanna Know Michael Carlos Jones, Chauncey Lamont Hawkins, Erick S. Sermon, Parrish Joseff Smith, Nicky Ryan, Roma Shane Ryan, Mario Winans, Eithne Pádraigín Ní Bhraonáin \| – \| \| 11. Juni 2004 – 15. Juli 2004 5 Wochen (insgesamt 6) \| 6 \| K-Maro \| Femme Like U (Donne moi ton corps) Musik: Louis-Joachim Cote; Text: Cyril Kamar \| – \| \| 16. Juli 2004 – 22. Juli 2004 1 Woche (insgesamt 2) \| 2 \| O-Zone \| Dragostea din tei Dan Mihai Bălan \| – \| \| 23. Juli 2004 – 29. Juli 2004 1 Woche (insgesamt 6) \| 6 \| K-Maro \| Femme Like U (Donne moi ton corps) Musik: Louis-Joachim Cote; Text: Cyril Kamar \| – \| \| 30. Juli 2004 – 5. August 2004 1 Woche (insgesamt 4) \| 4 \| Aventura \| Obsesión Anthony Santos \| – \| \| 6. August 2004 – 12. August 2004 1 Woche \| 1 \| T-Rio \| (Choopeta) Mamae éu quero José Luis Rodrigues Calazans, Vincente Paiva Ribeiro \| – \| \| 13. August 2004 – 26. August 2004 2 Wochen \| 2 \| O-Zone \| Despre tine Dan Mihai Bălan \| – \| \| 27. August 2004 – 16. September 2004 3 Wochen (insgesamt 4) \| 4 \| Aventura \| Obsesión Anthony Santos \| – \| \| 17. September 2004 – 4. November 2004 7 Wochen \| 7 \| Star Academy 4 \| Laissez-moi danser Salvatore Cutugno, Cristiano Minellono; französischer Text: Pierre Delanoë \| – \| \| 5. November 2004 – 11. November 2004 1 Woche \| 1 \| Starsailor \| Four to the Floor James Walsh, James Paul Stelfox, Barry Westhead, Benjamin Michael James Byrne \| – \| \| 12. November 2004 – 9. Dezember 2004 4 Wochen \| 4 \| Michel Sardou & Garou \| La riviére de notre enfance Didier René Henri Barbelivien \| – \| \| 10. Dezember 2004 – 23. Dezember 2004 2 Wochen \| 2 \| Star Academy 4 \| Adieu Monsieur le professeur Musik: Jean-Pierre Henri Eugene Bourtayre; Text: Hugues Aufray, Vline Buggy \| – \| \| 24. Dezember 2004 – 6. Januar 2005 2 Wochen \| 2 \| Calogero \| Si seulement je pouvais lui manquer Musik: Calogero Joseph Maurici, Gioacchino Anto Maurici, Laurent Fériol; Text: Julie Mabel Dolores Saki Gaillard D’Aime, Michel Eugene Jourdan \| – \| |                                          |                                          | |                           |
| ← 2003 |                                          |                                          | | → 2005 →                  |
| Zeitraum | Wo. ges.                                 | Interpret                                | Titel Autor(en) | Zusätzliche Informationen |
| (Zeitraum, Wochen auf Platz eins, Interpret, Titel, Autor[en], zusätzliche Informationen) |                                          |                                          | |                           |
| 5. Dezember 2003 – 6. Januar 2004 5 Wochen | 5                                        | Star Academy 3                           | L’orange Pierre Delanoë, Gilbert Bécaud | –                         |
| 16. Januar 2004 – 22. Januar 2004 1 Woche | 1                                        | The Black Eyed Peas                      | Shut Up Jaime Luis Gomez, William Adams, George Pajon | –                         |
| 23. Januar 2004 – 11. März 2004 7 Wochen (insgesamt 9) | 9                                        | Kareen Antonn & Bonnie Tyler             | Si demain … (Turn Around) James Richard Steinman | –                         |
| 12. März 2004 – 18. März 2004 1 Woche | 1                                        | J-five feat. Charlie Chaplin             | Modern Times Marcel Bertal, Léo Daniderff, David N. Godsend, Jonathan Kovacs, Louis Maubon, Mel Richardson                                                                         | –                         |
| 19. März 2004 – 1. April 2004 2 Wochen (insgesamt 9) | 9                                        | Kareen Antonn & Bonnie Tyler             | Si demain … (Turn Around) James Richard Steinman | –                         |
| 2. April 2004 – 8. April 2004 1 Woche (insgesamt 4) | 4                                        | Usher feat. Ludacris & Lil Jon           | Yeah! James Elbert Phillips, LaMarquis Jefferson, Jonathan H. Smith, Patrick Michael Smith, Christopher Brian Bridges, Sean Garrett                                                | –                         |
| 9. April 2004 – 15. April 2004 1 Woche (insgesamt 2) | 2                                        | O-Zone                                   | Dragostea din tei Dan Mihai Bălan | –                         |
| 16. April 2004 – 6. Mai 2004 3 Wochen (insgesamt 4) | 4                                        | Usher feat. Ludacris & Lil Jon           | Yeah! James Elbert Phillips, LaMarquis Jefferson, Jonathan H. Smith, Patrick Michael Smith, Christopher Brian Bridges, Sean Garrett                                                | –                         |
| 7. Mai 2004 – 13. Mai 2004 1 Woche | 1                                        | Royal Gigolos                            | California Dreamin’ John E. A. Phillips, Michelle Gilliam Phillips | –                         |
| 14. Mai 2004 – 20. Mai 2004 1 Woche (insgesamt 3) | 3                                        | Mario Winans feat. Enya & P. Diddy       | I Don’t Wanna Know Michael Carlos Jones, Chauncey Lamont Hawkins, Erick S. Sermon, Parrish Joseff Smith, Nicky Ryan, Roma Shane Ryan, Mario Winans, Eithne Pádraigín Ní Bhraonáin  | –                         |
| 21. Mai 2004 – 27. Mai 2004 1 Woche | 1                                        | Steeve Estatof                           | Garde-moi Julien Tournel, D. Victory | –                         |
| 28. Mai 2004 – 10. Juni 2004 2 Wochen (insgesamt 3) | 3                                        | Mario Winans feat. Enya & P. Diddy       | I Don’t Wanna Know Michael Carlos Jones, Chauncey Lamont Hawkins, Erick S. Sermon, Parrish Joseff Smith, Nicky Ryan, Roma Shane Ryan, Mario Winans, Eithne Pádraigín Ní Bhraonáin  | –                         |
| 11. Juni 2004 – 15. Juli 2004 5 Wochen (insgesamt 6) | 6                                        | K-Maro                                   | Femme Like U (Donne moi ton corps) Musik: Louis-Joachim Cote; Text: Cyril Kamar | –                         |
| 16. Juli 2004 – 22. Juli 2004 1 Woche (insgesamt 2) | 2                                        | O-Zone                                   | Dragostea din tei Dan Mihai Bălan | –                         |
| 23. Juli 2004 – 29. Juli 2004 1 Woche (insgesamt 6) | 6                                        | K-Maro                                   | Femme Like U (Donne moi ton corps) Musik: Louis-Joachim Cote; Text: Cyril Kamar | –                         |
| 30. Juli 2004 – 5. August 2004 1 Woche (insgesamt 4) | 4                                        | Aventura                                 | Obsesión Anthony Santos | –                         |
| 6. August 2004 – 12. August 2004 1 Woche | 1                                        | T-Rio                                    | (Choopeta) Mamae éu quero José Luis Rodrigues Calazans, Vincente Paiva Ribeiro | –                         |
| 13. August 2004 – 26. August 2004 2 Wochen | 2                                        | O-Zone                                   | Despre tine Dan Mihai Bălan | –                         |
| 27. August 2004 – 16. September 2004 3 Wochen (insgesamt 4) | 4                                        | Aventura                                 | Obsesión Anthony Santos | –                         |
| 17. September 2004 – 4. November 2004 7 Wochen | 7                                        | Star Academy 4                           | Laissez-moi danser Salvatore Cutugno, Cristiano Minellono; französischer Text: Pierre Delanoë                                                                                      | –                         |
| 5. November 2004 – 11. November 2004 1 Woche | 1                                        | Starsailor                               | Four to the Floor James Walsh, James Paul Stelfox, Barry Westhead, Benjamin Michael James Byrne                                                                                    | –                         |
| 12. November 2004 – 9. Dezember 2004 4 Wochen | 4                                        | Michel Sardou & Garou                    | La riviére de notre enfance Didier René Henri Barbelivien | –                         |
| 10. Dezember 2004 – 23. Dezember 2004 2 Wochen | 2                                        | Star Academy 4                           | Adieu Monsieur le professeur Musik: Jean-Pierre Henri Eugene Bourtayre; Text: Hugues Aufray, Vline Buggy                                                                           | –                         |
| 24. Dezember 2004 – 6. Januar 2005 2 Wochen | 2                                        | Calogero                                 | Si seulement je pouvais lui manquer Musik: Calogero Joseph Maurici, Gioacchino Anto Maurici, Laurent Fériol; Text: Julie Mabel Dolores Saki Gaillard D’Aime, Michel Eugene Jourdan | –                         |

## Alben
| ← 2003 ← | Liste der Nummer-eins-Hits in Frankreich | Liste der Nummer-eins-Hits in Frankreich | Liste der Nummer-eins-Hits in Frankreich | 2005 →                    |
| \| Zeitraum \| Wo. ges. \| Interpret \| Titel \| Zusätzliche Informationen \| \| (Zeitraum, Wochen auf Platz eins, Interpret, Titel, zusätzliche Informationen) \| \| \| \| \| \| ------------------------------------------------------------------------------ \| -------- \| -------------------------------------- \| -------------------------------- \| ------------------------- \| \| 26. Dezember 2003 – 8. Januar 2004 2 Wochen \| 2 \| Indochine \| 3.6.3 \| – \| \| 9. Januar 2004 – 29. Januar 2004 3 Wochen \| 3 \| Lorie \| Attitudes \| – \| \| 30. Januar 2004 – 19. Februar 2004 3 Wochen \| 3 \| Norah Jones \| Feels Like Home \| – \| \| 20. Februar 2004 – 4. März 2004 2 Wochen (insgesamt 3) \| 3 \| Les Enfoirés \| 2004: Les Enfoirés dans l’espace \| – \| \| 5. März 2004 – 11. März 2004 1 Woche \| 1 \| Pascal Obispo \| Live FAN / Studio FAN \| – \| \| 12. März 2004 – 18. März 2004 1 Woche (insgesamt 3) \| 3 \| Les Enfoirés \| 2004: Les Enfoirés dans l’espace \| – \| \| 19. März 2004 – 25. März 2004 1 Woche (insgesamt 2) \| 2 \| Calogero \| 3 \| – \| \| 26. März 2004 – 1. April 2004 1 Woche \| 1 \| Vincent Delerm \| Kensington Square \| – \| \| 2. April 2004 – 22. April 2004 3 Wochen (insgesamt 11) \| 11 \| Bruno Coulais \| Les Choristes (Filmsoundtrack) \| – \| \| 23. April 2004 – 6. Mai 2004 2 Wochen \| 2 \| Michel Sardou \| Du plaisir \| – \| \| 7. Mai 2004 – 10. Juni 2004 5 Wochen \| 5 \| Francis Cabrel \| Les beaux dégats \| – \| \| 11. Juni 2004 – 15. Juli 2004 5 Wochen (insgesamt 11) \| 11 \| Bruno Coulais \| Les Choristes (Filmsoundtrack) \| – \| \| 16. Juli 2004 – 22. Juli 2004 1 Woche \| 1 \| Placebo \| Sleeping with Ghosts \| – \| \| 23. Juli 2004 – 29. Juli 2004 1 Woche (insgesamt 2) \| 2 \| Calogero \| 3 \| – \| \| 30. Juli 2004 – 5. August 2004 1 Woche \| 1 \| Aventura \| We Broke the Rules \| – \| \| 6. August 2004 – 19. August 2004 2 Wochen \| 2 \| Yannick Noah \| Pokhara \| – \| \| 20. August 2004 – 2. September 2004 2 Wochen \| 2 \| Björk \| Medúlla \| – \| \| 3. September 2004 – 9. September 2004 1 Woche \| 1 \| Véronique Sanson \| Longue distance \| – \| \| 10. September 2004 – 23. September 2004 2 Wochen \| 2 \| Ben Harper & The Blind Boys of Alabama \| There Will Be a Light \| – \| \| 24. September 2004 – 30. September 2004 1 Woche \| 1 \| Arielle Dombasle \| Amor amor \| – \| \| 1. Oktober 2004 – 7. Oktober 2004 1 Woche (insgesamt 2) \| 2 \| Chimène Badi \| Dis-moi que tu m’aimes \| – \| \| 8. Oktober 2004 – 14. Oktober 2004 1 Woche \| 1 \| Bernard Lavilliers \| Carnets de bord \| – \| \| 15. Oktober 2004 – 21. Oktober 2004 1 Woche \| 1 \| De Palmas \| Un homme sans racines \| – \| \| 22. Oktober 2004 – 28. Oktober 2004 1 Woche (insgesamt 11) \| 11 \| Bruno Coulais \| Les Choristes (Filmsoundtrack) \| – \| \| 29. Oktober 2004 – 4. November 2004 1 Woche (insgesamt 3) \| 3 \| Florent Pagny \| Baryton \| – \| \| 5. November 2004 – 11. November 2004 1 Woche \| 1 \| Eminem \| Encore \| – \| \| 12. November 2004 – 18. November 2004 1 Woche \| 1 \| U2 \| How to Dismantle an Atomic Bomb \| – \| \| 19. November 2004 – 2. Dezember 2004 2 Wochen (insgesamt 3) \| 3 \| Florent Pagny \| Baryton \| – \| \| 3. Dezember 2004 – 16. Dezember 2004 2 Wochen (insgesamt 11) \| 11 \| Bruno Coulais \| Les Choristes (Filmsoundtrack) \| – \| \| 17. Dezember 2004 – 30. Dezember 2004 2 Wochen (insgesamt 5) \| 5 \| Kyo \| 300 lésions \| – \| \| 31. Dezember 2004 – 6. Januar 2005 1 Woche \| 1 \| K-Maro \| La good life \| – \| |                                          |                                          |                                          |                           |
| ← 2003 |                                          |                                          |                                          | → 2005 →                  |
| Zeitraum | Wo. ges.                                 | Interpret                                | Titel                                    | Zusätzliche Informationen |
| (Zeitraum, Wochen auf Platz eins, Interpret, Titel, zusätzliche Informationen) |                                          |                                          |                                          |                           |
| 26. Dezember 2003 – 8. Januar 2004 2 Wochen | 2                                        | Indochine                                | 3.6.3                                    | –                         |
| 9. Januar 2004 – 29. Januar 2004 3 Wochen | 3                                        | Lorie                                    | Attitudes                                | –                         |
| 30. Januar 2004 – 19. Februar 2004 3 Wochen | 3                                        | Norah Jones                              | Feels Like Home                          | –                         |
| 20. Februar 2004 – 4. März 2004 2 Wochen (insgesamt 3) | 3                                        | Les Enfoirés                             | 2004: Les Enfoirés dans l’espace         | –                         |
| 5. März 2004 – 11. März 2004 1 Woche | 1                                        | Pascal Obispo                            | Live FAN / Studio FAN                    | –                         |
| 12. März 2004 – 18. März 2004 1 Woche (insgesamt 3) | 3                                        | Les Enfoirés                             | 2004: Les Enfoirés dans l’espace         | –                         |
| 19. März 2004 – 25. März 2004 1 Woche (insgesamt 2) | 2                                        | Calogero                                 | 3                                        | –                         |
| 26. März 2004 – 1. April 2004 1 Woche | 1                                        | Vincent Delerm                           | Kensington Square                        | –                         |
| 2. April 2004 – 22. April 2004 3 Wochen (insgesamt 11) | 11                                       | Bruno Coulais                            | Les Choristes (Filmsoundtrack)           | –                         |
| 23. April 2004 – 6. Mai 2004 2 Wochen | 2                                        | Michel Sardou                            | Du plaisir                               | –                         |
| 7. Mai 2004 – 10. Juni 2004 5 Wochen | 5                                        | Francis Cabrel                           | Les beaux dégats                         | –                         |
| 11. Juni 2004 – 15. Juli 2004 5 Wochen (insgesamt 11) | 11                                       | Bruno Coulais                            | Les Choristes (Filmsoundtrack)           | –                         |
| 16. Juli 2004 – 22. Juli 2004 1 Woche | 1                                        | Placebo                                  | Sleeping with Ghosts                     | –                         |
| 23. Juli 2004 – 29. Juli 2004 1 Woche (insgesamt 2) | 2                                        | Calogero                                 | 3                                        | –                         |
| 30. Juli 2004 – 5. August 2004 1 Woche | 1                                        | Aventura                                 | We Broke the Rules                       | –                         |
| 6. August 2004 – 19. August 2004 2 Wochen | 2                                        | Yannick Noah                             | Pokhara                                  | –                         |
| 20. August 2004 – 2. September 2004 2 Wochen | 2                                        | Björk                                    | Medúlla                                  | –                         |
| 3. September 2004 – 9. September 2004 1 Woche | 1                                        | Véronique Sanson                         | Longue distance                          | –                         |
| 10. September 2004 – 23. September 2004 2 Wochen | 2                                        | Ben Harper & The Blind Boys of Alabama   | There Will Be a Light                    | –                         |
| 24. September 2004 – 30. September 2004 1 Woche | 1                                        | Arielle Dombasle                         | Amor amor                                | –                         |
| 1. Oktober 2004 – 7. Oktober 2004 1 Woche (insgesamt 2) | 2                                        | Chimène Badi                             | Dis-moi que tu m’aimes                   | –                         |
| 8. Oktober 2004 – 14. Oktober 2004 1 Woche | 1                                        | Bernard Lavilliers                       | Carnets de bord                          | –                         |
| 15. Oktober 2004 – 21. Oktober 2004 1 Woche | 1                                        | De Palmas                                | Un homme sans racines                    | –                         |
| 22. Oktober 2004 – 28. Oktober 2004 1 Woche (insgesamt 11) | 11                                       | Bruno Coulais                            | Les Choristes (Filmsoundtrack)           | –                         |
| 29. Oktober 2004 – 4. November 2004 1 Woche (insgesamt 3) | 3                                        | Florent Pagny                            | Baryton                                  | –                         |
| 5. November 2004 – 11. November 2004 1 Woche | 1                                        | Eminem                                   | Encore                                   | –                         |
| 12. November 2004 – 18. November 2004 1 Woche | 1                                        | U2                                       | How to Dismantle an Atomic Bomb          | –                         |
| 19. November 2004 – 2. Dezember 2004 2 Wochen (insgesamt 3) | 3                                        | Florent Pagny                            | Baryton                                  | –                         |
| 3. Dezember 2004 – 16. Dezember 2004 2 Wochen (insgesamt 11) | 11                                       | Bruno Coulais                            | Les Choristes (Filmsoundtrack)           | –                         |
| 17. Dezember 2004 – 30. Dezember 2004 2 Wochen (insgesamt 5) | 5                                        | Kyo                                      | 300 lésions                              | –                         |
| 31. Dezember 2004 – 6. Januar 2005 1 Woche | 1                                        | K-Maro                                   | La good life                             | –                         |